# صلاح عبد المقصود
متولي صلاح عبد المقصود : هو إعلامي مصري ووزير الإعلام المصري السابق، منذ 2 أغسطس 2012 و حتى 8 يوليو 2013  ، ولد بالشرقية عام 1958 ، حصل على بكالوريوس الإعلام من كلية الإعلام بجامعة القاهرة عام 1980 ، وحاصل على دبلومات في الدراسات الإسلامية والدراسات العربية والدراسات الأفريقية.
وهو عضو مجلس أمناء مؤسسة القدس الدولية ببيروت ، وعضو المؤتمر القومي الإسلامي، وعضو المؤتمر القومي العربي ، وعضو المؤتمر العربي العام، وعضو اتحاد الصحفيين العرب ، ونائب رئيس لجنة الحريات باتحاد الصحفيين العرب.

## وزيرا للإعلام
في 2 أغسطس 2012 عُين صلاح عبد المقصود وزيرا للإعلام في أول تشكيل لحكومة هشام قنديل.

## التأهيل العلمي
- حاصل على بكالوريوس الإعلام – قسم صحافة – كلية الإعلام جامعة القاهرة عام 1980.
- حاصل على دبلومة الدراسات العليا في :

1. الدراسات الإسلامية
2. الدراسات العربية
3. الدراسات الإفريقية

## حياته المهنية
1. بدأ عمله الصحفي سنة 1979 عمل محرراً صحفياً في مجلات منها : الدعوة المصرية ، الاعتصام ، المختار الإسلامي ، النور
2. مدير عام مركز الاعلام العربي
3. وكيل نقابة الصحفيين من 2003 حتى 2011
4. قام بأعمال نقيب الصحفيين المصريين من 2011 حتى انتخاب النقيب الجديد
5. رئيس مجلس إدارة مؤسسة الرسالة للصحافة والطباعة والنشر
6. عمل محرراً صحفياً في مجلات ( الدعوة المصرية، الاعتصام، المختار الإسلامي )
7. سكرتيراً لتحرير مجلة البشير عام 1985
8. مديراً لتحرير مجلة لواء الإسلام عام 1987
9. رئيساً لتحرير مجلة لواء الإسلام عام 1994
10. رئيساً لمجلس إدارة مؤسسة الرسالة للصحافة والطباعة
11. رئيساً لتحرير حصاد الفكر عام 1992وحتى أغسطس 2012
12. رئيساً لتحرير مجلة القدس عام 1999 وحتى الآن
13. رئيساً لمجلس إدارة مجلة الزهور النسائية
14. رئيساً لمجلس إدارة ورئيس تحرير مجلة الرسالة الثقافية وحتى أغسطس 2012
15. نقيباً للصحفيين عام 2011
16. عضواً بمجلس أمناء مؤسسة القدس الدولية – بيروت
17. عضواً بمجلس إدارة مؤسسة القدس – بيروت
18. عضواً بالمؤتمر القومي الإسلامي
19. عضواً بالمؤتمر القومي العربي
20. عضواً بالمؤتمر العربي العام
21. عضواً باتحاد الصحفيين العرب